# Lónguida
Lónguida (cooficialmente en euskera: Longida) —más comúnmente Valle de Lónguida— es un valle y municipio español de la Comunidad Foral de Navarra, situado en la Merindad de Sangüesa, en la comarca de Aoiz y a 36 km de la capital de la comunidad, Pamplona. Su población en 2024 fue de 301 habitantes (INE). 
El municipio está compuesto por 5 concejos: Aós (capital administrativa), Artajo, Ecay de Lónguida, Murillo de Lónguida y Villaveta; y por 20 lugares habitados: Acotáin, Ayanz, Erdozáin, Ezcay, Górriz, Itoiz, Javerri, Larrángoz, Liberri, Meoz, Mugueta, Olaverri, Oleta, Orbáiz, Rala, Uli Bajo, Villanueva de Lónguida, Zariquieta, Zuasti de Lónguida y Zuza.
Su gentilicio es longuidarra, tanto en masculino como en femenino.

## Toponimia
Su nombre procede del antiguo nombre del río Irati, Ida. En Lumbier, todavía hoy, es conocido un puente como el de la Ida.
El nombre del valle, a pesar de estar enclavado en una zona de Navarra donde abundan los topónimos euskéricos, tiene un aspecto romance. Julio Caro Baroja realizó las siguientes reflexiones: 

es muy enigmático. Yo no encuentro en vasco pista mayor. Azkue indica que “longa” es una pieza de tela de lino: la palabra puede que sea “longa”, del latín simplemente. “Longás” en el Pirineo aragonés aparece acaso como “Longares” en la Edad Media. La toponimia a base de “longus” puede seguirse en el Pirineo “Bellito de Sanio Longo” aparece en el cartulario de Uncastillo. “Longa”, como nombre de persona y sus derivados (en Hispania tales como “cognomina”, “Longus” y “Longinus”) podría haberse construido un “Longuidus” o “Longuida”.

## Geografía
Limita al norte con Arce, al este con Urraúl Alto, al sur con Urraúl Bajo e Izagaondoa y al oeste con Urroz y Lizoáin. En su interior se encuentra el municipio de Aoiz.

### Hidrografía y relieve
Por el valle confluyen los ríos Irati, que cruza el valle de norte a sur recibiendo al Gurpegui y Erro por la derecha y al Urrobi y Sastoia por la izquierda. 
El terreno oscila entre quebrado y ondulado, pero en general carece de grandes elevaciones
La capital del municipio Aós se encuentra a 480 m s. n. m. de altitud. El norte del término municipal es el más montañoso, oscilando entre alturas superiores a 1.040 y 526 m s. n. m. A lo largo del paso de ríos, se disponen escalonados varios niveles de terrazas de aluviales. Al pie de las sierras hay también extensos glacis de erosión.

### Geología
Tiene casi todo su territorio incluido en la cobertura sedimentaria del Eoceno situada al sur del macizo de Oroz-Betelu y afectada por una serie de pliegues de dirección pirenaica, ONO-ESE; por el norte llega hasta el domo anticlinal de Nagore, en cuyo corazón aflora el Cretácico. En la parte norte domina el flysch, con barras de caliza intercaladas que dan los relieves más sobresalientes, como las sierras de Archuba y Zariquieta, que culminan, ambas, a 1.040 m s. n. m. En la parte sur dominan el flysch margoso y las margas tipo Pamplona, con bancos de arenisca intercalados que han sido respetados por la erosión de formas de crestas serranas, como la sierra de Gongólaz (830 m s. n. m.), en la muga de Izagaondoa.

### Clima
El clima es de tipo submediterráneo. Algunos de sus valores medios anuales son: 10°–13 °C de temperatura, 800-1.000 mm de precipitaciones, caídas en 80-100 días y 650-700 mm de evapotranspiración potencial. Aún quedan unas 185 ha de robledal y, sobre todo, hay 441 ha de pinares; los menos de estos son espontáneos de P. sylvestris y los más de repoblación (pino laricio de Austria), que ha sido muy importante en Javerri, Rala, Uli-Bajo, Urrozgoiti, Zariquieta, etc. En las solanas persiste el chaparral de encina.

## Demografía
Lónguida cuenta con una población de 301 habitantes (INE 2024).
| Gráfica de evolución demográfica de Lónguida entre 1842 y 2021 |
| |
| Población de derecho según los censos de población del INE Población de hecho según los censos de población del INEEn estos censos se denominaba Lónguida: 1842, 1857, 1860, 1877, 1887, 1897, 1900, 1910, 1920, 1930, 1940, 1950, 1960, 1970, 1981 y 1991 |

#### Distribución de la población
El municipio se divide en las siguientes entidades de población, según el nomenclátor de población publicado por el INE (Instituto Nacional de Estadística). Los datos de población se refieren a 2014
| Entidad de Población   | Población (2014) |
| ---------------------- | ---------------- |
| Acotáin                | 4                |
| Aós                    | 59               |
| Artajo                 | 37               |
| Ayanz                  | 6                |
| Ecay de Lónguida       | 81               |
| Erdozáin               | 1                |
| Ezcay                  | 0                |
| Górriz                 | 0                |
| Itoiz                  | 7                |
| Javerri                | 1                |
| Larrángoz              | 2                |
| Liberri                | 3                |
| Meoz                   | 14               |
| Mugueta                | 0                |
| Murillo de Lónguida    | 35               |
| Olaberri               | 0                |
| Oleta                  | 0                |
| Orbaiz                 | 0                |
| Rala                   | 7                |
| Uli Bajo               | 1                |
| Villanueva de Lónguida | 24               |
| Villaveta              | 36               |
| Zariquieta             | 0                |
| Zuasti de Lónguida     | 0                |
| Zuza                   | 0                |

## Administración y política
El municipio está formado por los siguientes concejos: Aós, Artajo, Ecay de Lónguida, Murillo de Lónguida y Villaveta. Los siguientes lugares habitados: Acotáin, Ayanz, Erdozáin, Ezcay, Górriz, Javerri, Larrángoz, Liberri, Meoz, Mugueta, Olaberri, Oleta, Orbaiz, Rala, Villanueva de Lónguida, Zariquieta, Zuasti de Lónguida y Zuza. Y los despoblados de Uli Bajo e Itoiz, que fue derribado en el año 2003 para ser inundado por el embalse de Itoiz.

## Historia

### Edad Media
Según Yanguas, el valle pagaba de pecha al rey, por los años 1460, 18 libras y 10 sueldos, y 30 cahíces de trigo y 52 de cebada, todo lo cual el rey Juan II donó a su escudero, Fernando de Angulo. Nueve años después las disfrutaba Juan de Beortegui. En 1480 la princesa Magdalena de Francia, como tutora de su hijo el rey Francisco Febo, donó a Martín de Garde el tributo de la sozmerindad del valle de Lónguida, valuado en 12 libras. Las pechas del valle fueron vendidas por los sucesores de Juan de Beortegui, en el año 1487, a la Catedral de Pamplona por 650 florines.

### Edad Moderna
En el año 1534 el valle tenía los despoblados de: Cemboráin, Acutáin que era propiedad de Luis de Beaumont; Urroz-Murillo que era propiedad de Urroz; Jandoáin que formaba parte del lugar de Murillo; Urrozcuti propiedad del lugar de Javerri; Argaiz propiedad del palaciano de Mugueta y varios vecinos de Uli. En el año 1800 seguían los mismos despoblados: Cemboráin, formado por una casa y una ermita que era propiedad del conde de Ezpeleta, la real casa de Roncesvalles y varios más; Acotáin (antes Acutáin) formado por casa solar e iglesia propiedad del conde de Maceda; Urroz-Murillo; Sandoáin (antes Jandoáin) perteneciente a la Catedral de Pamplona y a José María de Guirior de Aoiz; Urrozgoiti (antes Urrozcuti). En 1662 el valle reclamó a las Cortes de Navarra el cumplimiento de una sentencia por la que el merino debía visitar el valle cada tres años.

## Monumentos y lugares de interés
- Casa Consistorial: La sede del Ayuntamiento de Lónguida está ubicado en Aós, capital del valle. El edificio se distribuye en dos plantas, con paramentos enfoscados en su fachada. Es un edificio exento, en forma de “L”. Su arquitectura se integra en la habitual de la zona. Antes de destinarla a usos de la administración fue utilizada como centro escolar.
- Iglesia parorquial de San Martín, en Ecay de Lóngida: iglesia protogotica, de hacía 1200, con una única nave de cuatro tramos, con transepto y una torre a los pies de la iglesia. Conserva pinturas murales, de mediados del siglo XIV, que debieron cubrir todos los muros de la iglesia, posteriormente fueron encaladas, una vez retirada las capas de cal, en la década de 1980, han quedado descubiertas, especialmente en ábside -aunque parcialmente perdidas- con escenas de la vida de San Martín de Tours; y en el último tramo de la nave de San Cristobalón portando al Niño.[12]

## Cultura
Idioma
En 1587, figuraba entre los pueblos vascófonos, pero en 1778 se pidió que se excluyera de dicha zona. En Mugueta parece que el euskera se perdió entre dicha fecha y el 1863. Los restantes lugares del municipio aparecen en el mapa de Bonaparte (1863) en la zona de mínima intensidad del vascuence.
Inicialmente adscrita a la zona no vascófona por la Ley Foral 18/1986, en junio de 2017 el Parlamento navarro aprobó el paso de Lónguida a la Zona mixta de Navarra mediante la Ley foral 9/2017.